# Сутно
Сутно (пол. Sutno) — село в Польщі, у гміні Мельник Сім'ятицького повіту Підляського воєводства. Населення — 151 особа (2011).

## Історія
Вперше згадується 1528 року.
У 1975—1998 роках село належало до Білостоцького воєводства.

## Демографія
Демографічна структура станом на 31 березня 2011 року:
|          | Загалом | Допрацездатний вік | Працездатний вік | Постпрацездатний вік |
| -------- | ------- | ------------------ | ---------------- | -------------------- |
| Чоловіки | 76      | 13                 | 43               | 20                   |
| Жінки    | 75      | 10                 | 26               | 39                   |
| Разом    | 151     | 23                 | 69               | 59                   |